# Axel Moberg
Carl Axel Moberg, född 15 juni 1872 i Norrköpings Sankt Olai församling, Norrköping, död 11 augusti 1955 i Lunds domkyrkoförsamling, Lund, var en svensk orientalist.
Moberg tog studentexamen vid Lunds katedralskola 1890 och studerade därefter vid Lunds universitet, där han 1902 blev docent i semitiska språk och 1903 promoverades till filosofie doktor. Efter att ha förestått professuren i österländska språk 1904–1908 utnämndes han 1908 till professor i detta ämne. Han var ordförande i Akademiska Föreningen 1918–1924 och rektor för universitetet mellan 1926 och 1936. Han blev kommendör med stora korset av Nordstjärneorden 1937.
Moberg var en framstående kännare av syriskan; hans förnämsta arbete på detta område är Buch der Strahlen, die grössere Grammatik des Barhebräus, Übersetzung nach einem kritisch berichtigten Texte (1, 1907, II, 1913). Bland hans övriga arbeten märks Ur cAbd allâh b. cAbd ez-Zâhir’s biografi över sultanen el-Melik el-Ašraf Ḥalil (1902) och Gedichte von cObeidallāh b. Ahmed al-Mîkāli (1908).
Axel Moberg var son till Wilhelm Moberg, bror till Ludvig Moberg, Ellen Moberg och Maria Moberg samt far till Margareta Berger, Erik Moberg, Harald A:son Moberg, Birgitta Gûlich och Carl-Axel Moberg. Han är begraven på Norra kyrkogården i Lund.